# Апломб (хореография)
Апломб (фр. aplomb — в буквальном смысле — «отвесно», «прямо», «вертикально», «равновесие») — в хореографии означает искусное удерживание в равновесии танцующих во время пируэтов, поднимания на носки, сальто-мортале и т. п.
Известный французский балетмейстер Жан-Этьен Дэспро (Jean-Étienne Despréaux) определил апломб в 1806 году как специфический вид динамического равновесия, имеющего основополагающее значение для всех позиций и движений в классическом балете.
В изданной в 1905 году книге «Grammar of the Art of Dancing, Theoretical and Practical» («Грамматика искусства танца, теоретическая и практическая») со ссылкой на слова Бернхарда Клемма (англ. Bernhard Klemm) было написано следующее:

«…апломбом танцор приобретает точность и изящество, которые обеспечивают успешное выполнение нужного художественного движения, и хотя это чрезвычайно трудно, но тем самым создаёт весьма благоприятное впечатление на зрителя…».

Апломбом осуществляется контроль за мышечными ощущениями в позвоночнике, так называемое «проведение назад». Базовыми элементами являются пять позиций ног, классифицированных Пьером Бошаном ещё в 1680 году.
Искусное владение апломбом, как правило, требует от исполнителя многолетней интенсивной подготовки.
В описании танца знаменитой итальянской балерины Марии Тальони говорится примерно следующее: Её прославленный парящий апломб, умение сохранять позу без поддержки партнера, стал графической формулой тальонизма. Она угадала значение линии в балетном искусстве, которую продолжили Анна Павлова, с её распластанным долгим полетом, Галина Уланова, Наталья Бессмертнова.
Также «апломбом» называют характерную самоуверенную линию поведения личности при общении с другими индивидуумами.